# Nantgaredig
Nantgaredig é uma vila localizada em  Carmarthenshire, Gales.
O lugar é notável por ser a casa do ator Julian Lewis Jones. É também a casa da união do jogador de rugby galês Davies Mefin que joga na Seleção Galesa de Rugby Union e Ospreys.